# 加爾德湖 (羅斯托克縣)
53°41′2.03523″N 12°3′35.63416″E / 53.6838986750°N 12.0598983778°E

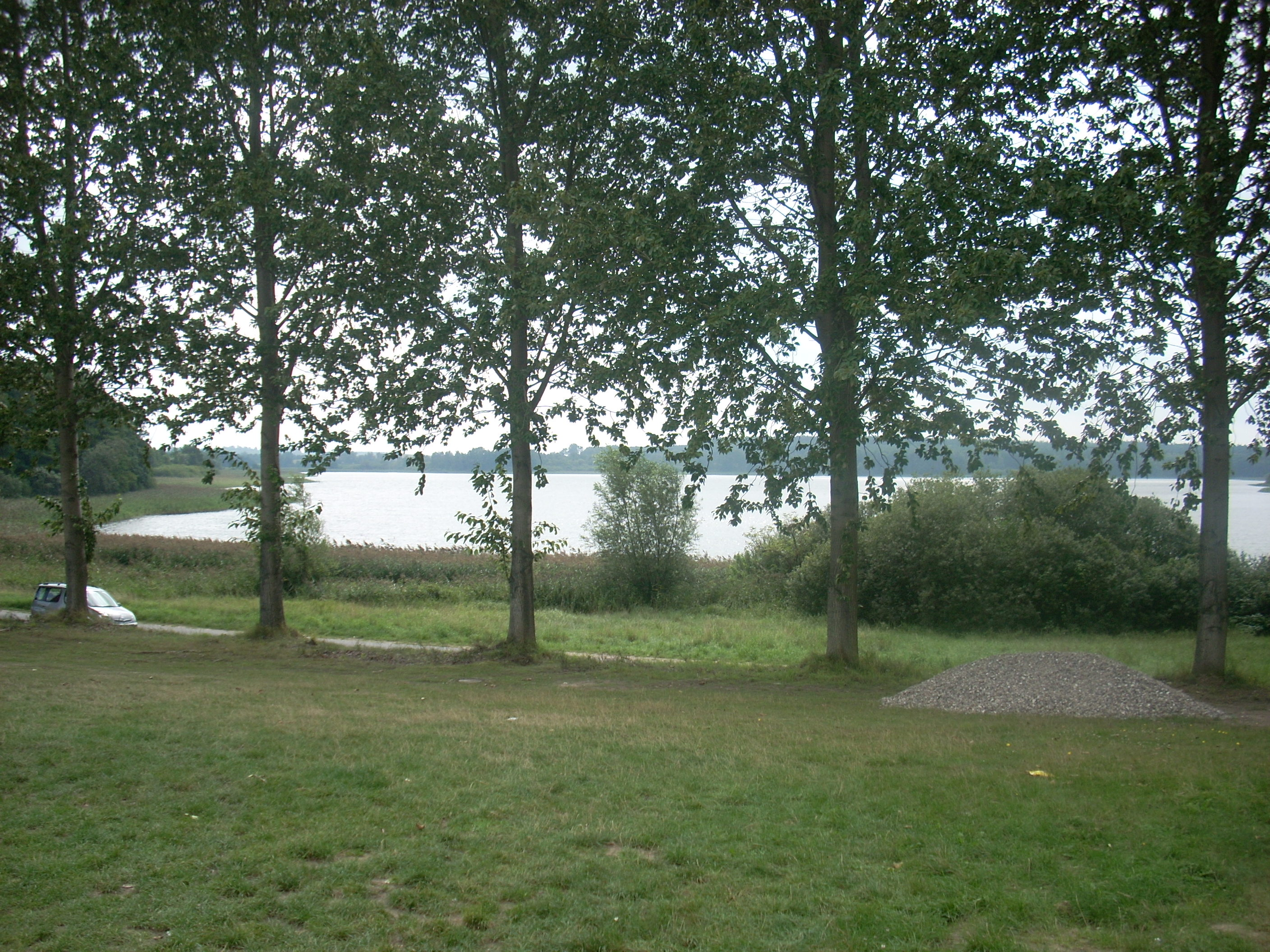

加爾德湖（德語：Garder See），是德國的湖泊，位於該國東北部，由梅克倫堡-前波美拉尼亞州負責管轄，處於羅斯托克縣，長1.2公里、寬1.2公里，面積1.01平方公里，海拔高度38米。